# Canton de Beauvais-Nord-Ouest
Le canton de Beauvais-Nord-Ouest est une ancienne division administrative française située dans le département de l'Oise et la région Picardie.

## Histoire
Canton créé en 1982

## Représentation
| Période | Période | Identité            | Étiquette | Qualité |
| ------- | ------- | ------------------- | --------- | --- |
| 1982    | 1988    | Walter Amsallem     | PS        | pharmacien, maire de Beauvais (1977-2001) Président du Conseil Régional (1983-1985) Ancien conseiller général du canton de Beauvais-Nord-Est |
| 1988    | 2015    | Georges Becquerelle | PS        | proviseur-adjoint de lycée Ancien Adjoint au Maire de Beauvais Vice-Président du Conseil Général                                             |

## Composition
| Communes                  | Population (2012) | Code postal | Code Insee |
| ------------------------- | ----------------- | ----------- | ---------- |
| Beauvais                  | 55 392 (1)        | 60000       | 60057      |
| Fouquenies                | 439               | 60000       | 60250      |
| Herchies                  | 598               | 60112       | 60310      |
| Pierrefitte-en-Beauvaisis | 369               | 60112       | 60490      |
| Savignies                 | 777               | 60650       | 60609      |

(1) fraction de commune.

## Démographie
| 1962 | 1968 | 1975 | 1982 | 1990 | 1999 | 2009 |
| ---- | ---- | ---- | ---- | ---- | ---- | ---- |
| -    | -    | -    | -    | -    | -    | -    |